# Памятник жертвам Холокоста (Донецк)

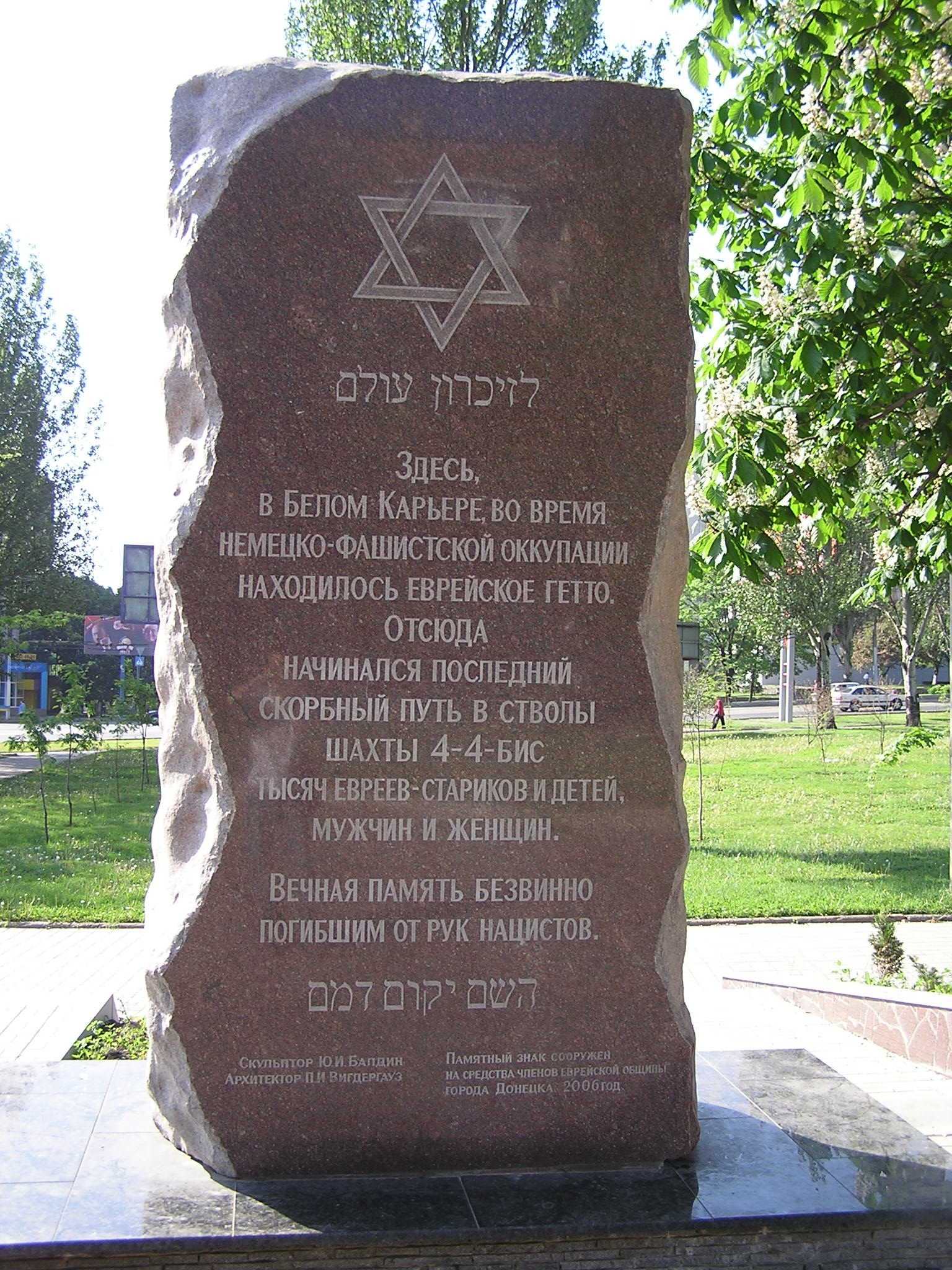
Обратная сторона памятника

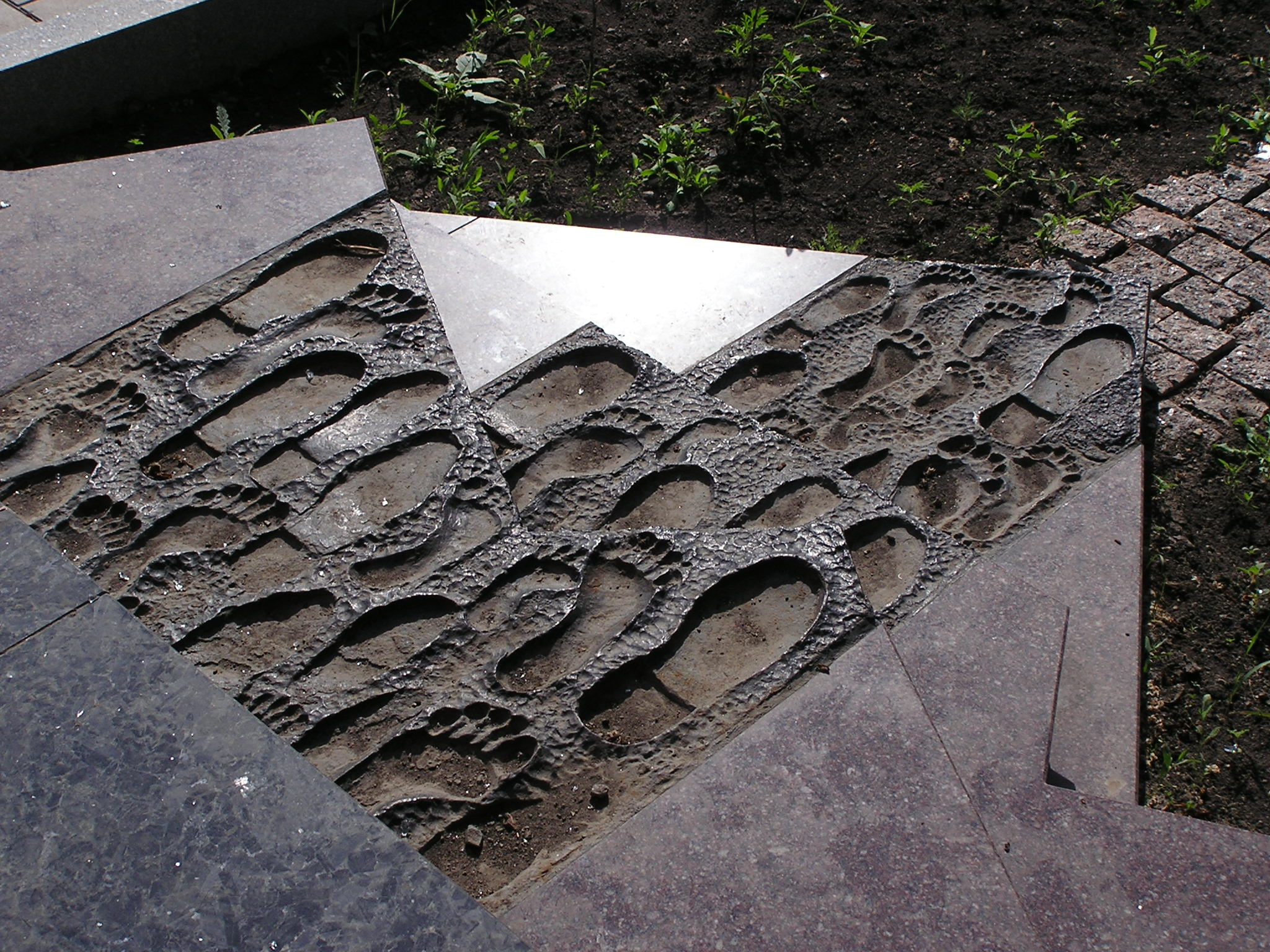
Отпечатки ног на подножии

Жертвам Холокоста — памятник в Донецке в память о Холокосте. Памятник расположен в Ленинском районе Донецка, в районе, который раньше назывался Белый Карьер. На территории Белого Карьера в годы Великой Отечественной войны существовало еврейское гетто, в нём содержалось 3 тысячи еврейских семей, все они были убиты фашистами.
Авторы памятника — скульптор Юрий Иванович Балдин и архитектор — Павел Исаакович Вигдергауз.
На лицевой стороне памятника изображение меноры и надпись:
ЖЕРТВАМ

ХОЛОКОСТА

1941-1943

ДА ВОЗВЫСЯТСЯ ИХ ДУШИ...
На обратной стороне памятника изображение звезды Давида и надпись:
Здесь, в Белом Карьере, во время немецко-фашистской оккупации находилось еврейское гетто. Отсюда начинался последний скорбный путь в стволы шахты 4-4-бис тысяч евреев - стариков и детей, мужчин и женщин.
Вечная память безвинно погибшим от рук нацистов
К памятнику ведут ступени на которых сделаны отпечатки разных ног: обутых и босых.
Открытие памятника было намечено на 22 декабря 2006 года, но в ночь с 19 по 20 декабря памятник был осквернён — на нём была нарисована свастика. Открытие было перенесено и состоялось 26 декабря 2006 года.
Инициатива по созданию памятника исходила от общества «Украина-Израиль». Средства на сооружения памятника собирались за счёт пожертвований. Среди внёсших пожертвования благотворительный фонд «Хэсэд-цдака», еврейская община города Донецка, А. Н. Рыженков, А. С. Зотов, А. И. Сосис, Г. Е. Куденко, Д. С. Кроль, Г. В. Сероштан, А. З. Глухов и другие.